# 小行星7963
小行星7963（7963 Falcinelli）是一颗绕太阳运转的小行星，为主小行星带小行星。该小行星于1995年2月1日发现。

## 轨道参数
小行星7963的轨道半长轴为2.5894199 UA，离心率为0.18。